# Weinsberg
Weinsberg este un oraș din landul Baden-Württemberg, Germania.